# Scopula fulvicans
Scopula fulvicans là một loài bướm đêm trong họ Geometridae.